# The History of the Runestaff
The History of the Runestaff este o colecție de patru romane științifico-fantastice de Michael Moorcock.  A apărut în 1979 la Editura Granada.
Prezintă aventurile lui Dorian Hawkmoon, o versiune a Campionului Etern și are loc într-o versiune a Europei, în viitorul îndepărtat, în care conducătorii nebuni ai "Imperiului Întunecat Granbretan" (denumirea dată țării care odată se numea Marea Britanie) doresc cucerirea continentului. Scrisă între 1967 și 1969, este considerată un clasic al genului și s-a dovedit foarte influentă în modelarea lucrărilor autorilor ulteriori.

## Cuprins
Conține romanele:
- The Jewel In The Skull (1967)
- The Mad God's Amulet (1968)
- The Sword Of The Dawn (1968)
- The Runestaff (1969)